# 利莫尼
利莫尼（法語：Limony，發音：[limɔni]）是法国阿尔代什省的一个市镇，属于罗讷河畔图尔农区。

## 地理
利莫尼（45°21'7"N, 4°45'28"E）面积7.22 平方千米，位于法国奥弗涅-罗讷-阿尔卑斯大区阿尔代什省，该省份为法国东南部内陆省份，北起顺时针与卢瓦尔省、伊泽尔省、德龙省、沃克吕兹省、加尔省、洛泽尔省和上盧瓦爾省接壤。
与利莫尼接壤的市镇（或旧市镇、城区）包括：沙尔纳、塞里耶尔、勒佩阿日德鲁西永、萨布隆、萨讷河畔萨莱斯、圣皮埃尔德伯夫。
利莫尼的时区为UTC+01:00、UTC+02:00（夏令时）。

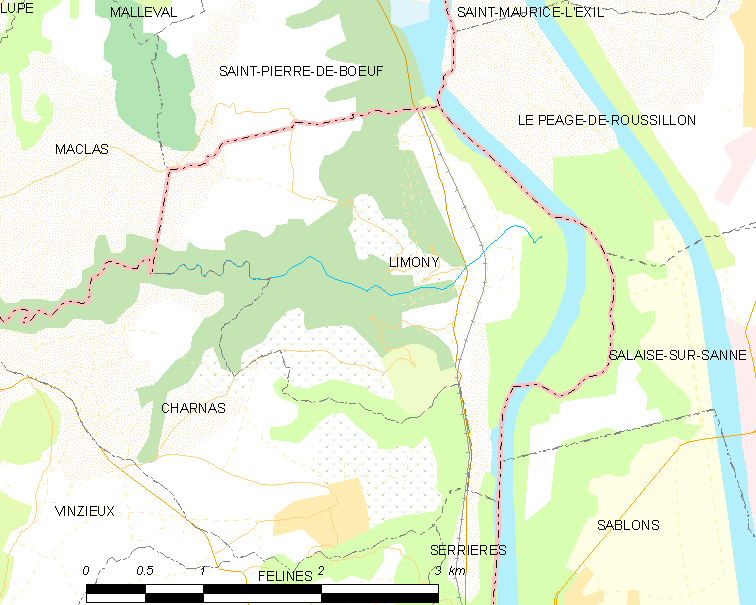
利莫尼的OSM定位图

## 行政
利莫尼的邮政编码为07340，INSEE市镇编码为07143。

## 政治
利莫尼所属的省级选区为萨拉县。

## 人口

1962-2008年间利莫尼人口变化图示

利莫尼于2022年1月1日时的人口数量为817人。